# Gran Enciclopedia Rialp
La Gran Enciclopedia Rialp, abbreviata come GER, è un'enciclopedia di carattere generalista e universale, pubblicata dalla casa editrice Ediciones Rialp, con sede a Madrid. La prima edizione è stata pubblicata nel 1971 e la sesta e ultima nel 1991. Si tratta di un'enciclopedia in venticinque volumi di cui i primi ventitré contengono il corpo degli articoli, il penultimo gli indici e un supplemento cartografico, e il venticinquesimo è un supplemento di aggiornamento.
Il nome della casa editrice - Rialp - allude a un episodio chiamato La Rosa de Rialp della vita di san Josemaría Escrivá de Balaguer, fondatore dell'Opus Dei.
Gli articoli sono firmati dai loro autori, specialisti nei vari materii, la maggior parte dei quali sono professori di quattrocento università, così come altri autori generalmente cattolici. In totale hanno collaborato circa 3.000 scienziati e specialisti provenienti da settanta Paesi.
La GER è composta da articoli che nel loro insieme mirano a coprire tutto lo scibile umano nel campo delle scienze fisico-naturali, delle scienze umane o dello spirito, delle scienze sociali, oltre alle arti, allo spettacolo, allo sport e alla tecnologia. Alla fine delle pagine, l'enciclopedia include un ampio indice alfabetico equivalente a un dizionario enciclopedico di 225.000 parole, con il quale è possibile individuare rapidamente dati specifici.
È la prima opera spagnola che, senza essere tradotta in un'altra lingua, oltre a diffondersi notevolmente in Spagna, si è diffusa nei paesi dell'America Latina, negli Stati Uniti, in Africa e in Giappone. La GER è stata una delle imprese intellettuali spagnole di successo internazionale.